# EuroSpeedway Lausitz

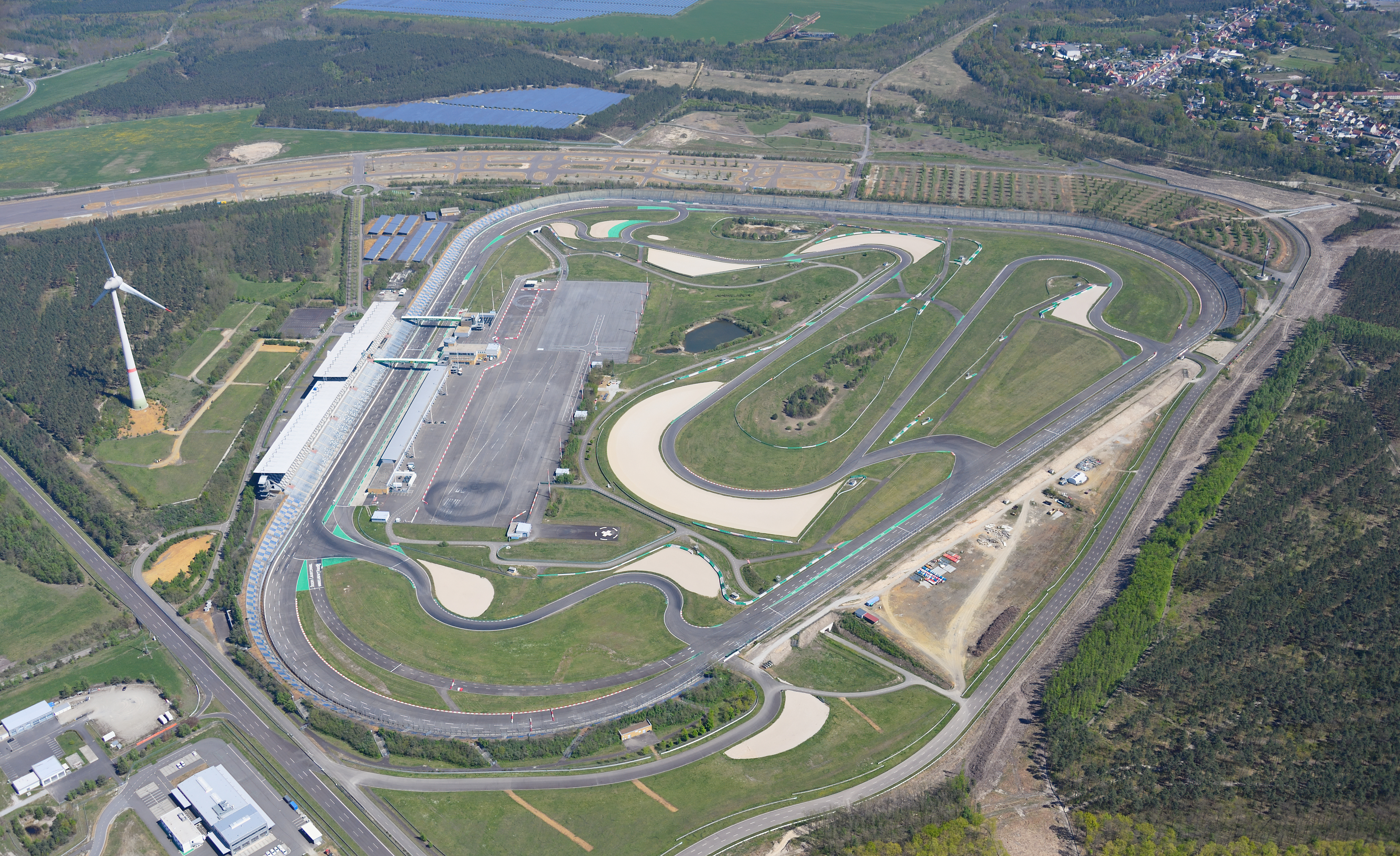
Vue aérienne (2025).

L'EuroSpeedway Lausitz est un complexe réservé aux sports motorisés situé dans le land de Brandebourg, près de la ville de Senftenberg, en Allemagne. Le complexe dispose d'un circuit de vitesse, mais également d'un ovale.
Lors de l'année 2001, ce circuit fut le théâtre de deux accidents majeurs : Le 26 avril, l'ancien pilote de Formule 1 italien Michele Alboreto se tue lors de l'essai d'une Audi R8 Le Mans Prototype. Le 15 septembre 2001 Alex Zanardi, double champion de CART, est heurté par la voiture d'un concurrent en fin de course de CART. Sa voiture est littéralement coupée en deux, et ses jambes sont arrachés. Entre la vie et la mort, réanimé à sept reprises, le pilote italien s'en sort avec les deux jambes amputées.
Le circuit a accueilli l'Éco-marathon Shell, une compétition automobile annuelle mondiale organisée par la compagnie pétrolière Shell dont le but est de parcourir la plus longue distance avec un litre de carburant.

## Histoire
En 2000, le circuit accueille la huitième épreuve du championnat FIA GT.